# Pseudogley

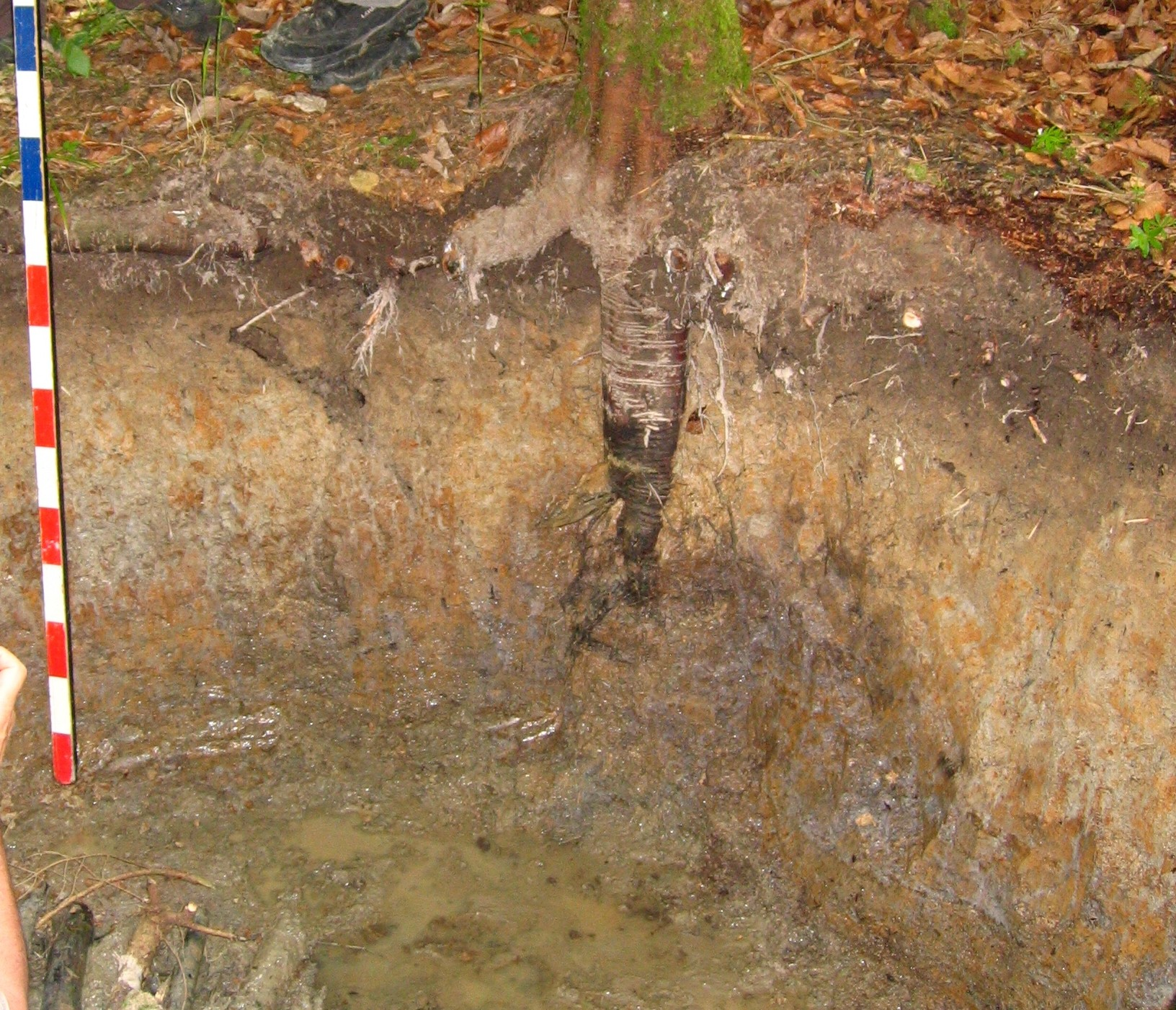
Pelosol-Pseudogley auf Löss, mit weit in den Staukörper vordringender Tannenpfahlwurzel

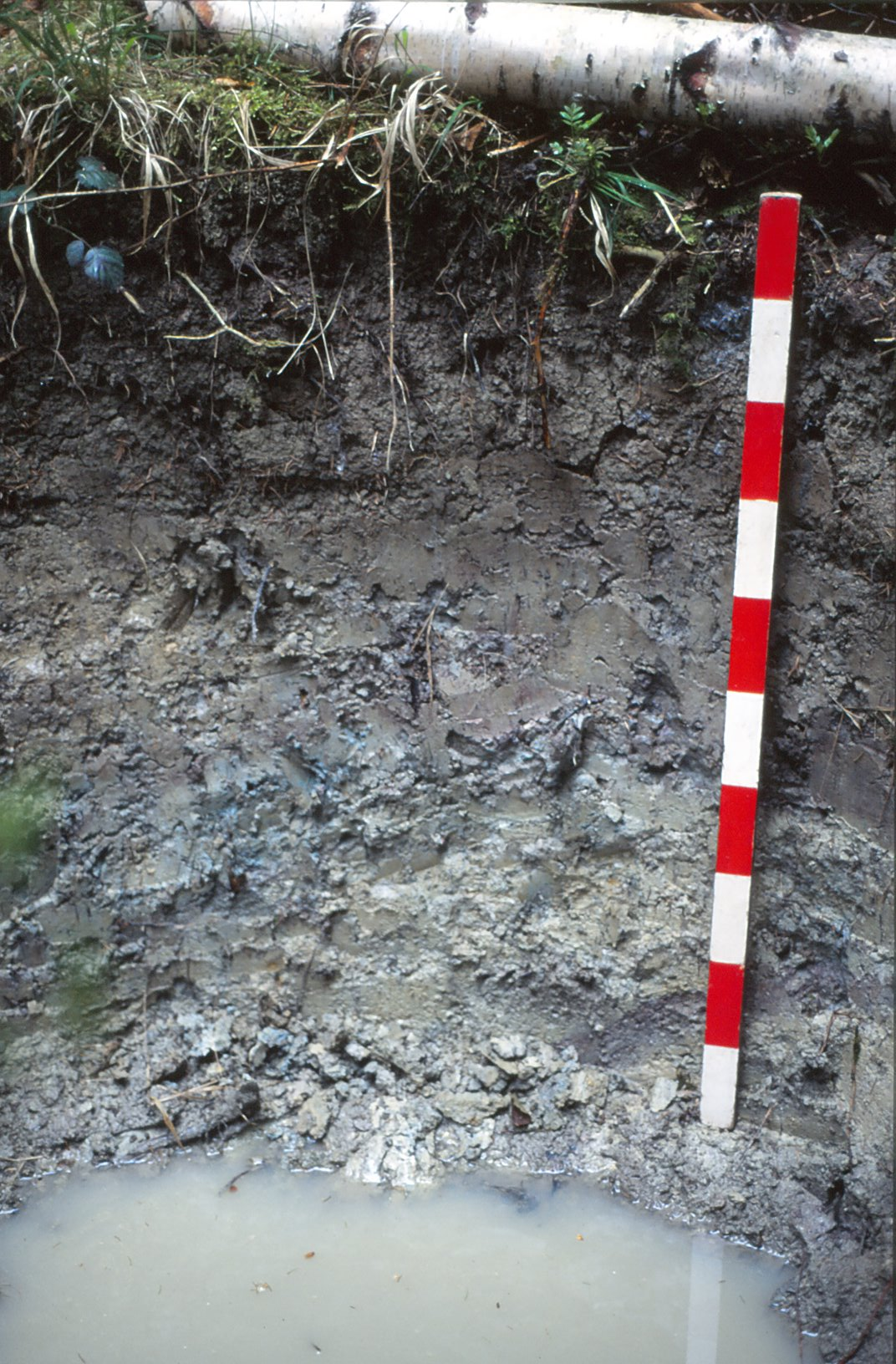
Pseudogley (Ah-Sw-Skw-Sd) auf Keuperlösslehm im Dinkelberggebiet, Südschwarzwald

Der Pseudogley ist in der deutschen und mitteleuropäischen Bodensystematik der wichtigste Typ aus der Klasse der Stauwasserböden. Veraltete Bezeichnungen sind Staugley, Staunässegley, nasser Waldboden oder gleyartiger Boden. Die Böden dieses Bodentyps sind durch einen Wechsel von jahreszeitlich starker Staunässe und relativer Austrocknung geprägt. Der Pseudogley unterscheidet sich dadurch von den Gleyen, deren Bildung (Vergleyung) durch Grundwasser im Bodenkörper hervorgerufen wird. Er ist – unter der Bezeichnung Stauwasserboden – zum Boden des Jahres 2015 ausgerufen worden.

## Entstehung
Wasserstau entsteht dadurch, dass ein sprunghaft weniger gut wasserdurchlässiger Horizont im Bodenprofil vorliegt. Dies kann an einem bereits durch die Sedimentation bedingten Schichtwechsel der Fall sein, aber auch durch eine sogenannte Einlagerungsverdichtung geschehen, bei der Tonpartikel im Bodenprofil nach unten verlagert werden (Lessivierung) und den Querschnitt der Poren im dann tonangereicherten Horizont verkleinern.
Das Wasser verdrängt die Bodenluft aus den Poren. Der Sauerstoff im Niederschlagswasser ist relativ bald von den Bodenmikroorganismen verbraucht und es entstehen reduzierende Bedingungen, unter denen Eisen(III) und Mangan(IV,III) bei gleichzeitiger Oxidation von organischer Substanz zu Fe(II) und Mn(II) reduziert werden. In reduzierter Form als Fe2+ bzw. Mn2+ sind sie in der Bodenlösung mobil. Sie gelangen durch Diffusion auch ins Innere der Bodenaggregate. Hier ist in mit Stauwasser gesättigten Horizonten oft noch Bodenluft eingeschlossen, so dass Eisen und Mangan wieder oxidiert werden. Das Konzentrationsgefälle bleibt so erhalten. Mit der Zeit bilden sich gebleichte Aggregataußenbereiche einerseits und rostfarbene bis schwarze Eisen- und Mangan(hydr)oxid-Flecken bzw. -Konkretionen im Aggregatinnern andererseits.

## Nutzung
Pseudogleye sind wegen der Staunässe und der damit einhergehenden Sauerstoffarmut im Frühjahr problematische Standorte und werden vornehmlich mit Wald bestockt oder als Wiesen genutzt. Die Wälder sind oft schlechtwüchsig, weil die Wurzeln der Bäume die jahreszeitlich sauerstoffarmen Horizonte meiden und entsprechend nur flach wurzeln. Wenn im Laufe des Jahres das Stauwasser schließlich versickert bzw. von den Pflanzen aufgenommen worden ist, können sie dann über ihr flaches Wurzelsystem nicht mehr ausreichend Wasser aufnehmen. Vor einer Ackernutzung sind zum Teil umfangreiche Drainagemaßnahmen nötig. Ertragsausfälle oder -einbußen sind trotzdem nicht ausgeschlossen. Dennoch sind vor allem die durch Einlagerungsverdichtung aus Parabraunerden oder Fahlerden entstandenen Pseudogleye auch brauchbare Ackerstandorte.

## Klassifizierung

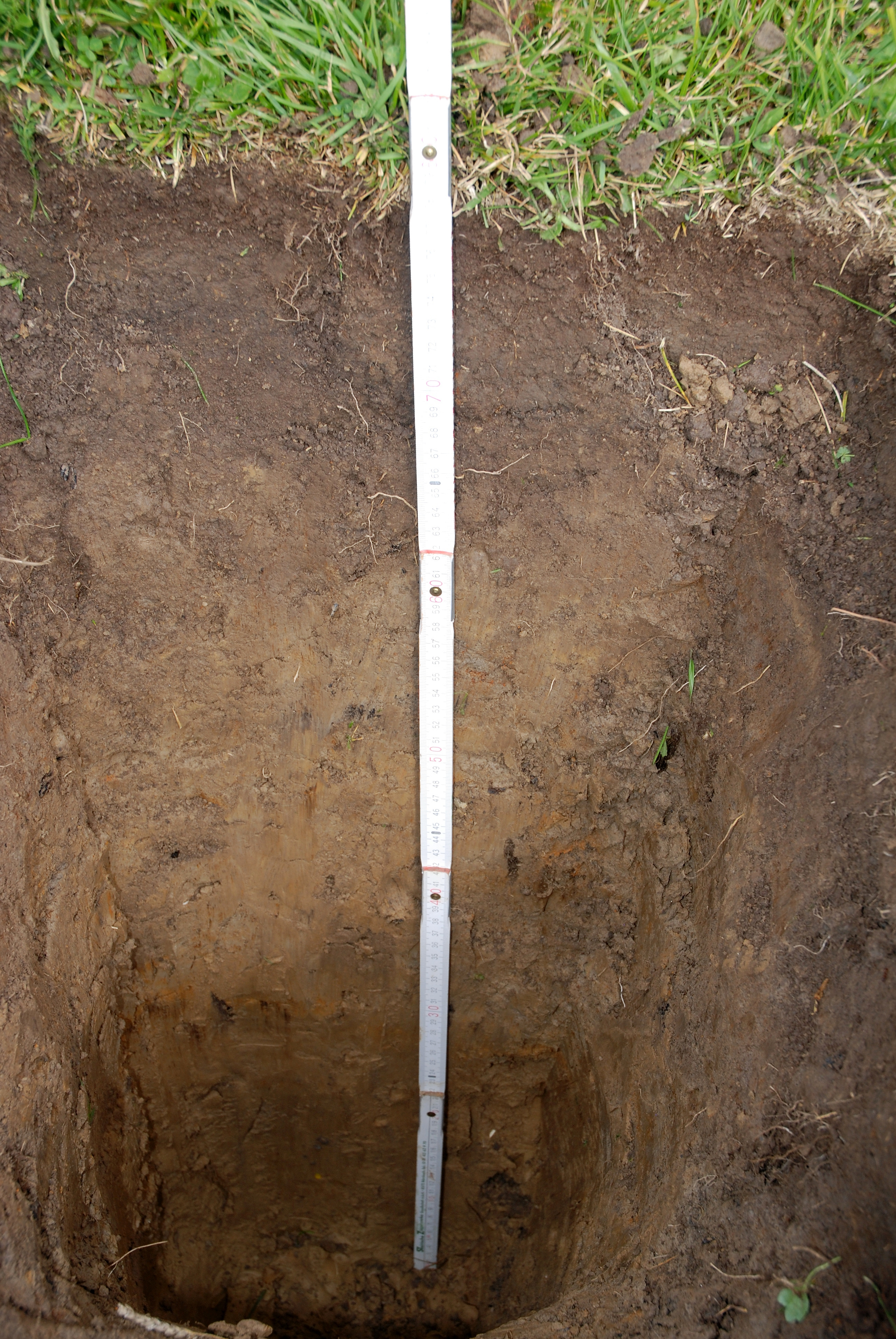
Pseudogley über Kalksteinbraunlehm. Der Stauhorizont mit durchgehenden Rostflecken liegt in 57 cm Tiefe. Reichraminger Hintergebirge

In der deutschen Bodensystematik wird der stauende Horizont mit dem Horizontsymbol Sd bezeichnet, der darüberliegende Horizont, in dem das Stauwasser jahreszeitlich steht, mit dem Symbol Sw. Böden, die oberhalb von 40 cm einen S-Horizont aufweisen, werden als Pseudogley bezeichnet, halten die Stauwasserbedingungen im Jahr sehr lange an, spricht man von Stagnogleyen. In Haftpseudogleyen tritt Stauwasser ohne einen eigentlichen Stauhorizont, sondern allein aufgrund der Korngrößenverteilung und der von ihr bedingten Porengrößenverteilung auf. In der internationalen Bodenklassifikation World Reference Base for Soil Resources (WRB) gehören die Pseudogleye mit abrupter Tongehaltszunahme (also die meisten primären Pseudogleye) zu den Planosols, die ohne eine solche abrupte Zunahme (also die meisten sekundären Pseudogleye) zu den Stagnosols.

## Verbreitung
Pseudogleye sind in Mitteleuropa weit verbreitet. Man findet sie sowohl im Tiefland als auch in den Mittelgebirgen. In den Moränenlandschaften sind sie typische Böden der Grundmoränen. Man findet sie dort bevorzugt in den eher niederschlagsreichen und küstennahen Gebieten (z. B. Niedersachsen, Mecklenburg-Vorpommern). Ebenfalls häufig sind sie auf den Hochflächen der Mittelgebirge, wo Tone, Ton- und Schluffsteine anstehen oder wo im Tertiär die tropische Verwitterung zu tonigem Ausgangsmaterial der holozänen Böden geführt hat.